# Рангау
Рангау (на немски: Rangau, Ranahgau) е ландшафт на територията около Нюрнберг, Фюрт, Ансбах, Рот и река Алтмюл в Бавария, Германия.
През Средновековието Рангау е франскско гауграфство. Името му идва от потока Ранах, който при Бад Виндсхайм се влива в река Айш.

## Графове в Рангау
- Куоно-Конрад фон Рангау († 1021), граф в Рангау, брат на Еберхард I, първият епископ на Бамберг (1007 – 1040), и дядо на папа Дамас II († 1048) (Абенберги)[1]
- Ото I († сл. 1035), граф в източен Рангау, син на Куоно-Конрад и Ирменгард († сл. 1021)
- Албуин († сл. 19 октомври 1027), граф в Рангау, син на бургграф Рупрехт фон Регенсбург († сл. 1035)
- Волфрам I фон Абенберг († сл. 1059), син на Ото I, зет на бургграф Хайнрих I фон Регенсбург († 1083) и баща на Конрад I фон Абенберг († 1147), архиепископ на Залцбург (1106 – 1147).